# Bisdom Quiché
Het bisdom Quiché (Latijn: Dioecesis Quicensis) is een rooms-katholiek bisdom met als zetel Santa Cruz del Quiché, hoofdstad van het departement Quiché, in Guatemala. Het bisdom is suffragaan aan het aartsbisdom Los Altos Quetzaltenango-Totonicapán. 

## Geschiedenis
Het bisdom werd opgericht op 27 april 1967, als het bisdom Santa Cruz del Quiché, uit delen van het bisdom Sololá, en was suffragaan aan het aartsbisdom Guatemala. Op 13 februari 1996 veranderde het van kerkprovincie en werd suffragaan aan het aartsbisdom Los Altos Quetzaltenango-Totonicapán. Op 11 juli 2000 veranderde het van naam naar bisdom Quiché.

## Parochies
Het bisdom had in 2022 een oppervlakte van 8.378 km2 en telde 934.580 inwoners waarvan 70,5% rooms-katholiek was.

## Bisschoppen
- Humberto Lara Mejía (5 mei 1967 - 9 juni 1972)
- José Julio Aguilar García (2 november 1972 - 22 augustus 1974)
- Juan José Gerardi Conedera (22 augustus 1974 - 14 augustus 1984)
- Julio Edgar Cabrera Ovalle (31 oktober 1986  - 5 december 2001)
- Mario Alberto Molina Palma (29 oktober 2004 - 14 juli 2011)
- Rosolino Bianchetti Boffelli (14 september 2012 - 15 april 2023)
- Juan Manuel Cuá Ajacum (15 april 2023 - heden)

## Galerij van afbeeldingen

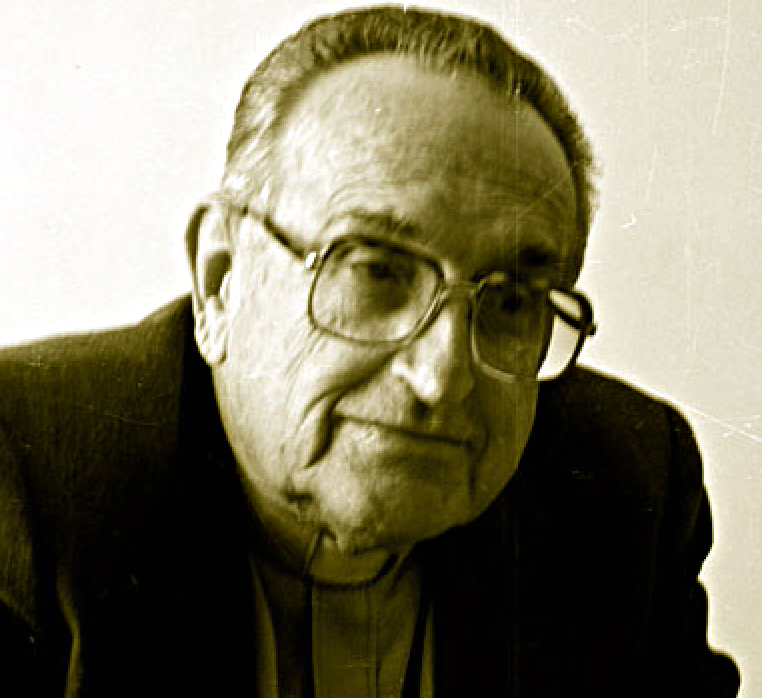
Bisschop Juan José Gerardi Conedera (1974-1984)
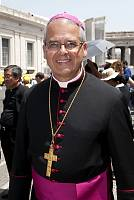
Bisschop Mario Alberto Molina Palma (2004-2011)